# Али Кушчу (квартал)
„Али Кушчу“ (на турски: Ali Kuşçu) е квартал на Истанбул, разположен в градска околия Фатих. Общата му площ е 0,31 км2. Според данни на Адресната система за регистриране на населението (ABPRS) към 2024 г. населението на „Али Кушчу“ е 9492 жители.